# شهرداری نیتسا
شهرداری نیتسا (به لاتین: Nīca Municipality) یک شهرداری در لتونی است. شهرداری نیتسا ۳٬۸۵۸ نفر جمعیت دارد.